# Abtei Saint-Paul de Cormery

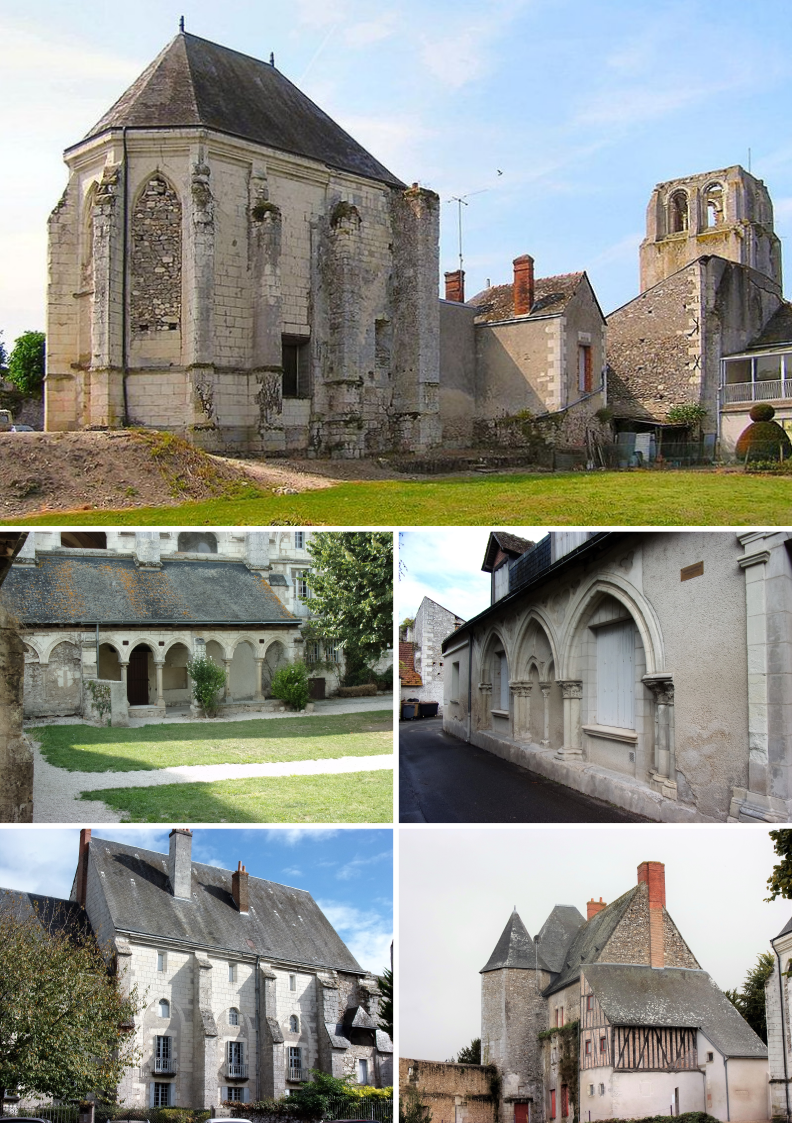
Reste der Abtei (von oben nach unten): Chapelle de la Vierge und Tour Saint-Paul, Kreuzgang und Kapitelsaal, Refektorium und Abtslogis

Die Abtei Saint-Paul de Cormery ist ein ehemaliges Benediktinerkloster in der Gemeinde Cormery im französischen Département Indre-et-Loire.
Als monastische Gründung des Abtes Ithier von Saint-Martin aus dem Jahr 791 wurde Saint-Paul bereits im Jahr 800 von Alkuin zur Abtei erhoben, die sich der Benediktinerregel unterwarf. Seit dieser Zeit bis zur Auflösung der Abteien während der Revolution unterstand sie der Abtei Saint-Martin de Tours. Trotz der Schäden, die die Normannen in der zweiten Hälfte des 9. Jahrhunderts anrichteten, wuchs die Abtei rasch – und um sie herum das Dorf Cormery. Im Mittelalter hatte Saint-Paul umfangreichen Grundbesitz in mehreren französischen Provinzen (außer der Touraine im Anjou, Blésois, Dunois, in der Champagne, in Burgund, in der Normandie und im Poitou, im Jahr 1666 waren es insgesamt 31 Priorate sowie Besitz in weiteren 28 Pfarreien), seine Schiffe konnten auf allen Flüssen des Königreichs frei verkehren: Cormery war eine der bedeutendsten Abteien der Touraine.
Von den Belastungen durch den Hundertjährigen Krieg und die Hugenottenkriege konnte sich Saint-Paul jedoch nicht mehr erholen. Trotz des Eingreifens der Mauriner ab 1662 gelangte die Abtei nicht mehr zur alten Bedeutung zurück und war bereits geschwächt, als die Klöster 1790 aufgehoben und die Mönche vertrieben wurden. Die Gebäude wurden als Nationalgut verkauft, ausgeschlachtet, später wieder aufgebaut.

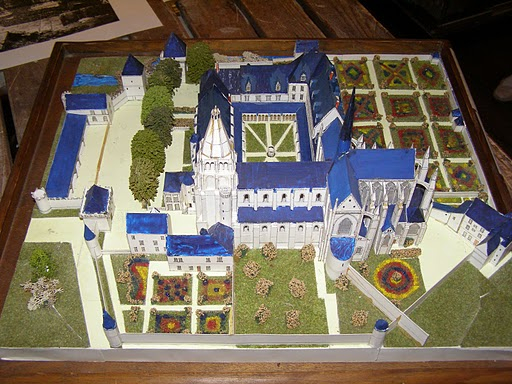
Modell der Abtei

Im 21. Jahrhundert gibt es noch wichtige Überreste der Abtei Saint-Paul de Cormery, die in der Landschaft verstreut sind, in der ihre Einheit zwischen den aktuellen Bauten schwer zu erkennen ist: die Tour Saint-Paul, der Glockenturm der Abtei, eine gotische Kapelle des Chores, das weitgehend restaurierte Refektorium, ein Teil der Galerie des Kreuzgangs. Am Rand des Kreuzgangs befinden sich die Logis des Abtes, des Priors und des Sakristans. Zwischen 1908 und 1933 wurden diese Überreste mit Ausnahme des Logis des Sakristans als Denkmäler eingestuft.